# 杰夫·阿洛特
杰夫·阿洛特（英語：Geoff Allott，1971年12月24日—），新西兰男子板球运动员。他曾代表新西兰国家队参加1998年英联邦运动会板球比赛，获得一枚铜牌。